# Дифторид-диоксид селена
Дифтори́д-диокси́д селе́на — неорганическое соединение
селена, кислорода и фтора (оксофторид)
с формулой SeO2F2,
бесцветный газ,
реагирует с водой.

## Получение
- Реакция триоксида селена и тетрафторобората калия.
- Реакция триоксида селена и тетрафторида селена [1].

## Физические свойства
Дифторид-диоксид селена образует бесцветный газ, который реагирует с водой.
При температуре ниже 174 К образует кристаллы тетрагональной сингонии.
При температуре ≈130 К происходит переход в фазу моноклинной сингонии .